# Zhongshi (sockenhuvudort i Kina, Jiangxi Sheng, lat 25,39, long 115,42)
Zhongshi är en sockenhuvudort i Kina. Den ligger i provinsen Jiangxi, i den sydöstra delen av landet, omkring 370 kilometer söder om provinshuvudstaden Nanchang. Antalet invånare är 12 600. Befolkningen består av 6 272 kvinnor och 6 328 män. Barn under 15 år utgör 31 %, vuxna 15-64 år 60 %, och äldre över 65 år 7,0 %.
Runt Zhongshi är det ganska tätbefolkat, med 129 invånare per kvadratkilometer. Närmaste större samhälle är Tianxin, 8,9 km öster om Zhongshi. I omgivningarna runt Zhongshi växer huvudsakligen savannskog.
Genomsnittlig årsnederbörd är 1 895 millimeter. Den regnigaste månaden är maj, med i genomsnitt 339 mm nederbörd, och den torraste är oktober, med 17 mm nederbörd.